# 大竹町
大竹町（おおたけちょう）は、広島県佐伯郡にあった町。現在の大竹市の一部にあたる。

## 地理
- 海洋：瀬戸内海
- 河川：小瀬川[1]

## 歴史
- 1889年（明治22年）4月1日、町村制の施行により、佐伯郡大竹村、小島新開が合併して村制施行し、大竹村が発足[1][2]。
- 1910年（明治43年）製糸組合設立[1]。
- 1911年（明治44年）1月1日、町制施行し大竹町となる[1][2]。
- 1914年（大正3年）電灯点灯[1]。
- 1929年（昭和4年）4月1日、佐伯郡油見村を編入[1][2]。
- 1933年（昭和8年）新興人絹進出[1]。
- 1941年（昭和16年）大竹海兵団開設[1]。
- 1947年（昭和22年）12月5日　昭和天皇の戦後巡幸。昭和天皇が国立大竹病院を訪問、広島市で被爆した患者を含め各病棟を慰問する[3]。
- 1951年（昭和26年）4月1日、佐伯郡木野村を編入[1][2]。
- 1954年（昭和29年）9月1日、佐伯郡玖波町、小方町、栗谷村、友和村の一部（松ケ原）と合併し、市制施行し大竹市を新設して廃止された[1][2]。

### 地名の由来
次の二説あり。
1. 竹が多く生育するため。
2. 大竹川（現木野川）の名による。

## 産業
- 製紙、製糸、養蚕[1]。

## 交通

### 鉄道
- 1897年（明治30年）山陽鉄道（現山陽本線）大竹駅を開設[1]。

### 国道
- 1951年（昭和26年）国道2号開通[1]。

## 港湾
- 大竹港[1]

## 教育
- 1926年（大正15年）大竹実科高等女学校開校[1]